# Apeadeiro de São Domingos de Benfica

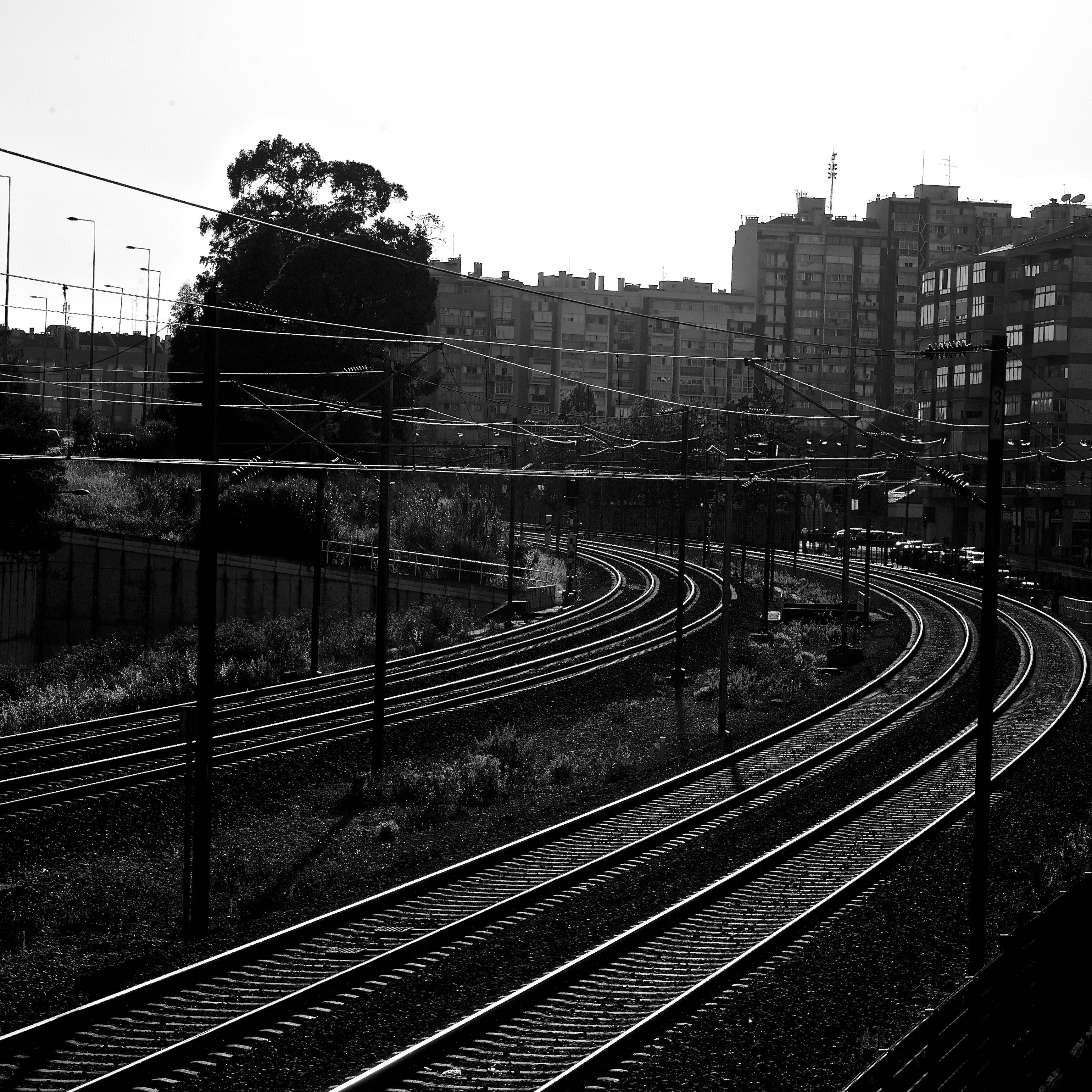
Vista sobre o local do antigo apeadeiro, em 2012

O apeadeiro de São Domingos de Benfica, originalmente denominado de São Domingos, foi uma interface ferroviária na Linha de Sintra, que servia o bairro de São Domingos de Benfica, no concelho de Lisboa, em Portugal.

## História

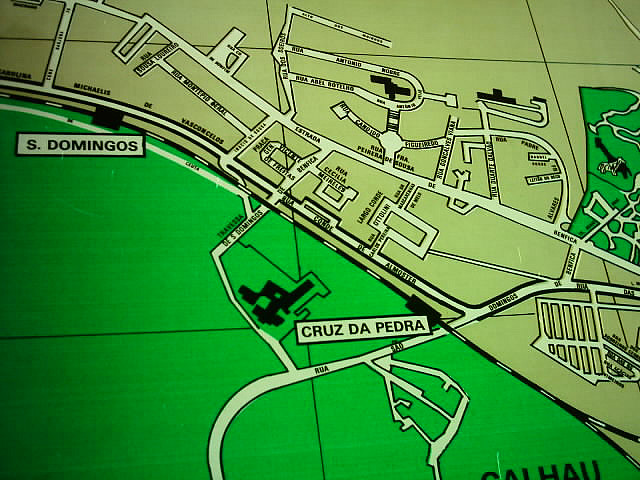
Localização dos antigos apeadeiros de Cruz da Pedra e São Domingos de Benfica, num mapa de 1983 da C.M.L., em uso até à década de 2010.

Esta interface fazia parte do troço original da Linha de Sintra, entre as estações de Sintra e Alcântara-Terra, que entrou ao serviço em 2 de Abril de 1887, pela Companhia Real dos Caminhos de Ferro Portugueses. Um alvará de 23 de Junho desse ano autorizou a instalação da via dupla no lanço entre Santa Apolónia e Benfica, como parte do processo de planeamento da rede de vias férreas que iria fazer a ligação entre as linhas da Cintura, Sintra e Oeste, e que incluía um triângulo entre Campolide, Benfica e Entre-Rios.

Este interface não figura já nos horários de 1980, tendo sido encerrado anteriormente.